# Gregorio Zaide
Gregorio F. Zaide (Pagsanjan, 25 mei 1907 – 31 oktober 1986) was een vooraanstaand Filipijns historicus met een specialisatie in de Spaans-koloniale tijd van de Filipijnen.

## Biografie
Gregorio Zaide werd geboren op 25 mei 1907 in Pagsanjan in de provincie Laguna. Hij was een uitstekende student en behaalde als beste van zijn jaar zijn middelbareschooldiploma aan de Laguna High School. In 1929 behaalde hij zijn bachelordiploma geschiedenis aan de University of the Philippines. In 1931 volgde zijn masterdiploma geschiedenis en antropologie. Zijn Ph.D. in de Filosofie en Geschiedenis behaalde hij in 1939 aan de University of Santo Tomas.
Al tijdens zijn masteropleiding begint Zaide met doceren van Filipijnse geschiedenis en politieke wetenschappen aan diverse universiteiten, zoals de University of the Philippines, de University of Santo Tomas, het San Beda College en de Far Eastern University. Ook schrijft hij vele sociaal-economische en politiek-culturele artikelen, die gepubliceerd worden in kranten en tijdschriften. Zo legt hij bijvoorbeeld verslag van de grondwet-conventie van 1934/1935 als politieke verslaggever van La Defensa. In 1937 en 1938 geeft hij als eerste Filipijnse professor les aan de Universiteit van Hawaï in Manoa.
Zaide deed in zijn carrière veel onderzoek naar de geschiedenis van de Filipijnen en reisde daarvoor naar bibliotheken in de Verenigde Staten, Mexico, Zuid-Amerika, Europa en Azië. Zo verzamelde hij van 1957 tot 1959 in opdracht van de Filipijns overheid Filipijnen-gerelateerde documenten in buitenlandse bibliotheken. In 1961 werd hij door de José Rizal Cultural Commission naar Japan gestuurd voor onderzoek naar José Rizal. Op 25 mei 1964 ging Zaid officieel pensioen als hoogleraar en werd de eerste emeritus-hoogleraar geschiedenis aan de Far Eastern University. Daarna zette hij van 1964 tot 1971 in opdracht van burgemeester Antonio Villegas van Manilla zijn onderzoek in het buitenland naar de geschiedenis van de Filipijnen voort.
Bij de verkiezingen van 1971 werd hij gekozen als burgemeester van zijn geboorteplaats Pagsanjan. In zijn termijn als burgemeester, die duurde tot 1975 zette hij zich in voor de ontwikkeling van het toerisme en de industrie in Pagsanjan. Ook blies hij het kinderorkest nieuw leven in en werden bepaalde historische gebeurtenissen van Pagsanjan voortaan gevierd, met de bedoeling om lokale en buitenlandse toeristen te trekken.
In 1981 kreeg Zaide een hersenbloeding. Dat en diverse andere problemen met zijn gezondheid beperkte zijn activiteiten. Zaide overleed op 31 oktober 1986 in het Singian Memorial Hospital in Manilla aan een hartstilstand en werd begraven op Pagsanjan Cemetery in Laguna.

## Onderscheidingen
Voor zijn onderzoek en zijn vele boeken en artikelen kreeg Zaide vele nationale en internationale onderscheidingen. Zo kreeg hij in 1965 de Outstanding Man-of-Letters Award van United Poets Laureate International. In 1968 ontving hij de Republic Heritage Award van de Filipijnse overheid en in 1984 kreeg hij bovendien de Achievement Award van het National Research Council in de Filipijnen. Enkele andere onderscheidingen die hij kreeg waren een Fullbright-Smith Mundt Scholarship, Philippine Board of Scholarship, een Exchange Profs for SEA Fellow in Madras en een Rockefeller Foundation Fellow.

## Werken
Zaide schreef in zijn carrière vele boeken en artikelen op zijn vakgebied. Zo schreef hij 67 boeken en meer dan 500 artikelen in nationale en internationale kranten en academische tijdschriften. Veel van zijn boeken werden door middelbare scholen en universiteiten als studiemateriaal gebruikt.
Een selectie van zijn boeken:
- A Documentary History of the Katipunan
- History of the Katipunan
- Philippine Political
- Cultural History
- Great Events in Philippine History
- History of the Filipino People
- José Rizal: Life, Works and Writings
- The Philippine Revolution
- Riquezas Filipinas en los Archivos de Mexico
- Great Filipinos in History
- The Pageant of Philippine History